# Billy Gardell
Pour les articles homonymes, voir Gardell.
Billy Gardell, né le 20 août 1969 à Pittsburgh, est un acteur et humoriste américain. Il est principalement connu dans le rôle de Mike Biggs dans la série Mike and Molly et pour ses shows à la radio et à la télévision.

## Filmographie

### Cinéma
- 2002 : Mafia Love : Bruno
- 2003 : Bad Santa : Garde de la sécurité
- 2006 : Toi et moi... et Dupree : Dave le Barman
- 2006 : Room 6 : Chauffeur de taxi
- 2007 : D-War : M.. Belafonte
- 2009 : The Deported : Agent Michael Levinrothsteinberg

### Télévision
- 2000 : Un gars du Queens (1 épisode) : Billy Kelner
- 2000 : Amy (4 épisodes) : Lyle Cooper
- 2001 : FBI Family (1 épisode) : Mike Dulgari
- 2001 : It's Like, You Know... (1 épisode) : Eddie
- 2003 : Lucky (11 épisodes) : Vinny Sticarelli
- 2003 : Gary the Rat (3 épisodes) : Jackson Buford Harrison
- 2003 : Monk : Monk et le douzième homme : Ian Agnew
- 2004 : The Practice : Bobby Donnell et Associés (4 épisodes) : Manny Quinn
- 2004 : Les Quintuplés (2 épisodes) : Brad
- 2005 : Les Experts (1 épisode) : Charlie Jackson
- 2001 - 2006 : Oui, chérie ! (26 épisodes) : Billy Colavita
- 2006 : Heist (6 épisodes) : Billy O'Brien
- 2006 : Las Vegas (1 épisode) : Sid Turner
- 2007 : Alive N' Kickin' (téléfilm) : Billy
- 2008 : Desperate Housewives (1 épisode) : Roy Harding
- 2009 : Burning Hollywood (1 épisode) : Lenny
- 2007 - 2009 : Earl (12 épisodes) : Officier de police Hoyne
- 2009 : Bones (1 épisode) : Bob Sayles
- 2010 : Mike and Molly' (70 épisodes) : Mike Biggs
- 2012 : Les Griffin (saison 11, Episode 2) : Mike Biggs (voix)
- 2012 : Sullivan and Son (2 épisodes) : Lyle Winkler
- 2013 : Phinéas et Ferb (saison 4, Episode 14) : Mayor Chickenen / Voix additionnelles
- 2017 : Sun Records : Colonel Parker
- 2017 : Young Sheldon : Herschel Sparks, le père de Billy
- 2019 : Bob hearts Abishola : Robert "Bob" Wheeler